# KSV Heist-op-den-Berg
KSV Heist-op-den-Berg was een voetbalclub uit Heist-op-den-Berg in de Belgische provincie Antwerpen. De club sloot in 1941 aan bij de KBVB onder de naam FC Bosch Heist-op-den-Berg met stamnummer 3242.
In 1995 fuseerde KSV Heist met KFC Heist Sportief en vormde KSK Heist onder het stamnummer van Heist Sportief.

## Geschiedenis
FC Bosch werd in mei 1941 opgericht in de schuur van boerderij Serneels en sloot een paar maanden later aan bij de KBVB.
Men koos voor geel en blauw als clubkleuren. In 1946 veranderde dat naar geel en rood omdat shirts met blauwe col niet meer te krijgen waren.
De club speelde tot 1970 in Derde Provinciale, in 1951 werd de naam licht gewijzigd naar FC Bos, in 1967 werd het SV Heist, in 1991 KSV Heist.
Bij de naamswijziging in 1967 werden de kleuren van de gemeente aangenomen, groen, wit en blauw.
De club speelde aanvankelijk aan de Bosstraat, maar verhuisde naar de Boudewijnlaan.
In 1976 degradeerde KSV Heist naar Derde Provinciale, maar in 1979 werd men kampioen en mocht terug naar Tweede Provinciale.
In 1983 degradeerde de club voor het laatst naar Derde Provinciale, waar het in 1987 weer uit klom.
KSV Heist beleefde nu een sterke periode, waarbij het tot driemaal toe als tweede in de stand de promotie naar Eerste Provinciale miste, in 1989, 1990 en 1993.
Nadien waren de vette jaren voorbij en eindigde KSV in de lagere regionen van het klassement, in zijn laatste seizoen eindigde de club op de laatste plaats in het klassement.
Men besloot in 1995 te fuseren met buur KFC Heist Sportief, het eigen stamnummer werd ingediend en men ging als KSK Heist verder onder het stamnummer van KFC Heist Sportief. 